# Зинина, Татьяна Валентиновна
Татьяна Валентиновна Зинина (род. 16 ноября 1954) — советская и российская теннисистка, тренер по теннису. Мастер спорта СССР.

## Биография
Родилась в 1954 году. В теннис начала играть в возрасте десяти лет. Первый тренер — Ю. Юдкин. Выступала за ДСО «Динамо» (Сочи, 1972), ЦСКА (Одесса, 1974—76), ДСО «Колос» (1976—87).
Чемпионка СССР среди девушек в одиночном (1973) и парном (1972) разрядах. Восьмикратная чемпионка России в одиночном (1973 — зима; 1974 — лето), парном (1968—69, 1972 — зима, лето; 1974 — лето) и смешанном (1968—69 — зима) разрядах. Абсолютная чемпионка Спартакиады народов РСФСР (1974). Финалист Спартакиды народов СССР (1975) в составе сборной команды УССР. Чемпионка ЦС «Динамо» (1971), Молдавской ССР (1975) в парном разряде. Финалист чемпионатов УССР (1975—76) в одиночном разряде. В 1969 году выполнила норматив на звание мастера спорта СССР.
Окончила Одесский государственный педагогический институт им. К. Д. Ушинского.
С 1980 года занимается тренерской деятельностью. Среди её подопечных — мастера спорта СССР С. Баранов, Андрей Столяров, мастер спорта России Сергей Кротюк.
Директор СДЮСШОР — Адлерской теннисной академии с 1988 года. В ней тренировались Мария Шарапова, Анна Чиквитадзе, Надежда Петрова, Анастасия Мыскина и многие другие выдающиеся теннисисты.
Лауреат премии Фонда Б. Н. Ельцина, награждена почётным знаком «За заслуги в развитии олимпийского движения в России». Лауреат национальной премии «Золотая ракетка». Её имя включено в энциклопедию «Лучшие люди России». В 2007 году стала победителем сочинского конкурса «Человек года», также неоднократно награждалась мэром Сочи за особые заслуги перед городом. Названа «Лучшим тренером года — 2006», в 2011 году была победителем городского конкурса «Женщина года».